# Jardín del Nuevo Edén
Jardín del Nuevo Edén är en ort i Mexiko.   Den ligger i kommunen Teopisca och delstaten Chiapas, i den sydöstra delen av landet, 800 km öster om huvudstaden Mexico City. Jardín del Nuevo Edén ligger 2 095 meter över havet och antalet invånare är 609.
Terrängen runt Jardín del Nuevo Edén är kuperad åt nordost, men åt sydväst är den bergig. Runt Jardín del Nuevo Edén är det ganska tätbefolkat, med 104 invånare per kvadratkilometer. Närmaste större samhälle är Teopisca, 7,0 km sydost om Jardín del Nuevo Edén. I omgivningarna runt Jardín del Nuevo Edén växer huvudsakligen savannskog.